# Sean Burns
Sean Burns (Rutherglen, 6 oktober 1991) is een Schotse voetballer (middenvelder) die sinds 2020 voor de Stranraer FC uitkomt. Voordien speelde hij voor St. Mirren FC en Airdrie United FC.